# 105th Airlift Wing

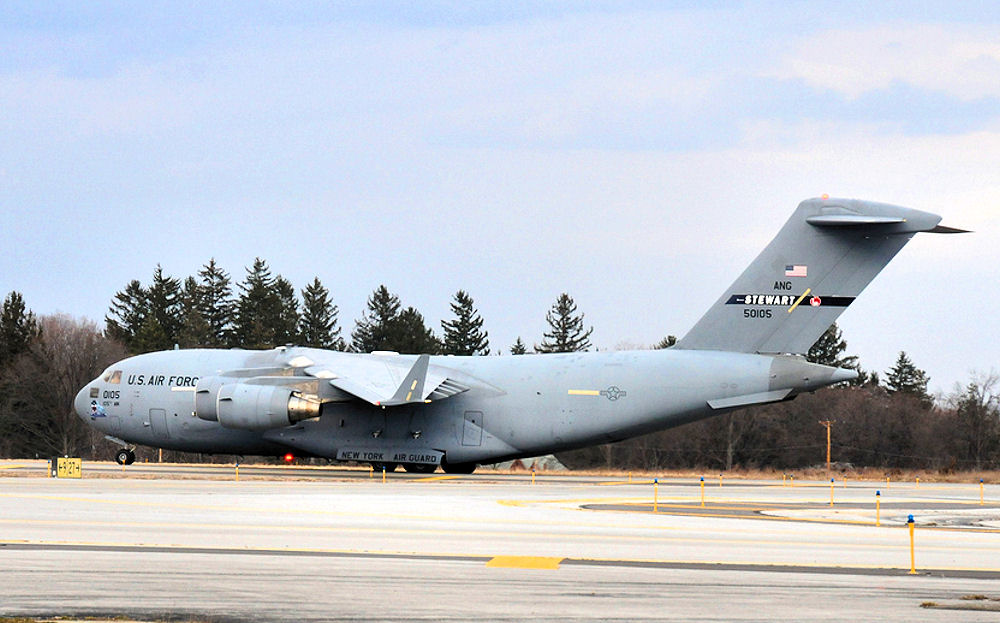
C-17A delle Stormo

Il 105th Airlift Wing è uno stormo da trasporto della New York Air National Guard. Il suo quartier generale è situato presso la Stewart Air National Guard Base, nello stato di New York.

## Organizzazione
Attualmente, al settembre 2017, lo stormo controlla:
- 105th Operations Group
  -  137th Airlift Squadron - Equipaggiato con C-17A
  - 105th Operations Support Flight
- 105th Mission Support Group
  - 105th Civil Engineer Squadron
  - 105th Force Support Squadron
  - 105th Logistics Readiness Squadron
  - 105th Security Forces Squadron
  - 105th Communications Flight
- 105th Maintenance Group
  - 105th Aircraft Maintenance Squadron
  - 105th Maintenance Squadron
  - 105th Maintenance Operations Flight
- 105th Medical Group
- 105th Comptroller Flight
- 213th Engineering Installation Squadron